# Thomisus zuluanus
Thomisus zuluanus es una especie de araña cangrejo del género Thomisus, familia Thomisidae. Fue descrita científicamente por Lawrence en 1942.

## Distribución
Esta especie se encuentra en Sudáfrica.